# Deutsch-Amerikanisches Institut Heidelberg

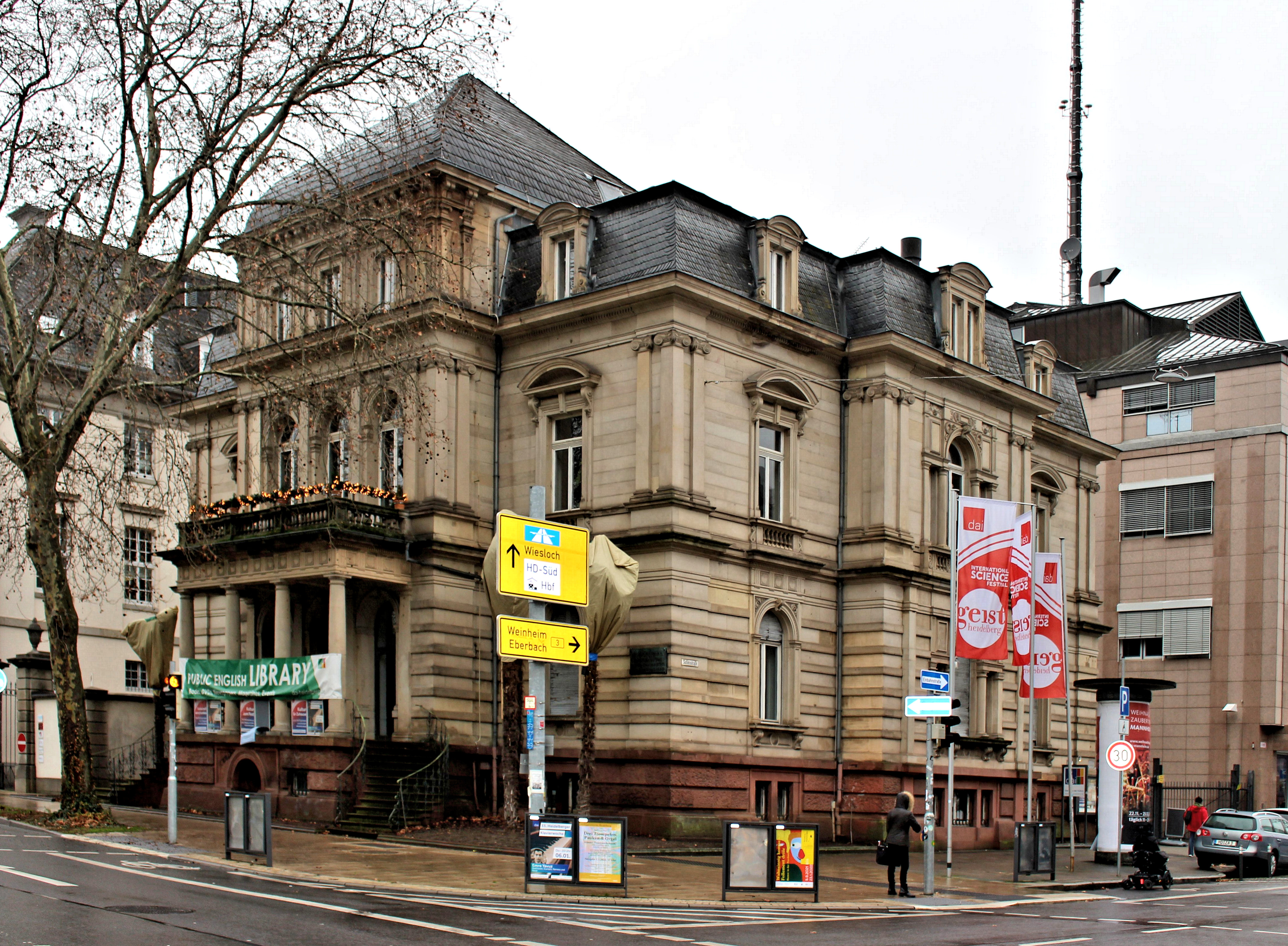
Deutsch-Amerikanisches Institut in Heidelberg

Das Deutsch-Amerikanische Institut Heidelberg (DAI) ist eine kulturelle Einrichtung in Heidelberg, die sich dem internationalen Austausch widmet. Ein Schwerpunkt ist dabei der transatlantische Dialog zwischen Deutschland und Amerika. Insgesamt gibt es in Deutschland zehn DAI, mit unterschiedlichen Ausrichtungen. Das Heidelberger Haus ist das größte und am breitesten aufgestellte. Als „Ort des freien Geistes“ sind die Schwerpunktthemen Wissenschaft, Literatur und Politik. Etwa eine halbe Million Besucher (DAI-Jahresbericht 2014) kommt jährlich ins DAI, der Freundeskreis zählt knapp 5000 Mitglieder.

## Geschichte
Nach Kriegsende war es die zentrale Aufgabe der „Amerikahäuser“ in Deutschland, die Demokratisierung der Deutschen anhand des Vorbilds Amerika voranzubringen. Ihre Hauptaufgabe bestand in der Repräsentation der USA und Umerziehung (re-education) durch Information. Die ganze Vielfalt der amerikanischen Kultur, Politik und Gesellschaft sollte dargestellt werden – durchaus auch kritisch. In Heidelberg öffnete im Jahre 1946 das „Amerika-Haus“ mit einer Bibliothek, die auch internationale Zeitungen anbot. Die Nachfrage war so groß, dass ein „Amerika-Haus auf Rädern“ die Landbevölkerung rund um Heidelberg mit Literatur und Presse versorgte. Zu Anfang der 1960er Jahre war der Bestand der Bibliothek bereits auf 17.000 Exemplare angewachsen, heute sind es über 20.000, dazu kommen noch ca. 3.000 DVDs und Hörbücher, sowie zahlreiche englischsprachige Zeitungen und Magazine. 1951 zog das „Amerikahaus“ von der Hauptstraße in die Sofienstraße 12, wo es sich noch immer befindet. Seit Ende der 70er Jahre nennt es sich Deutsch-Amerikanisches Institut.
Ende der 60er und Anfang der 70er Jahre sahen vor allem die Demonstranten gegen den Vietnamkrieg in dem Haus eine Außenstelle der US-Regierung. 1978 kam mit Jakob Köllhofer (seit 1987 Direktor des DAI) ein Programmleiter, der offen für neue Strömungen war. Er lud unter anderem Rudi Dutschke, die Ikone der Studentenbewegung, an das DAI nach Heidelberg ein, veranstaltete aber auch Podiumsdiskussionen über die US-amerikanische Außenpolitik unter Präsident Jimmy Carter mit in Heidelberg stationierten US-Soldaten. Im Frühjahr 2022 hatte eine Gruppe von Mitarbeitern in einem anonymen Schreiben Vorwürfe gegenüber der Geschäftsführung geäußert. Laut einem deshalb im Auftrag des Trägervereins verfassten Gutachten hätten sich zwar die Vorwürfe „psychischer Gewalt und Mobbing“ nicht bestätigt, die mangelnde Organisation bei der Verwaltung des Hauses habe aber zur Überlastung bei den Angestellten geführt. Die bisherige Leitung (eine Doppelspitze) wurde deshalb im März 2022 von ihren Verwaltungsaufgaben und Leitungsfunktionen entbunden, Köllhofer behielt aber seine Zuständigkeit für das Programm. Erstmals wurde 2022 außerdem ein Betriebsrat gewählt. Köllhofers Nachfolge als Programmchefin trat im September 2024 Lena Jöhnk an.
Seit den 70er Jahren gibt es eine enge Zusammenarbeit mit der Heidelberger Ruprecht-Karls-Universität, und auch heute finden viele Veranstaltungen des DAI in den Räumen der Universität statt. Am 15. Mai 1969 stand das DAI national im Fokus der Öffentlichkeit, als das Künstlerpaar Christo und Jeanne-Claude das DAI mit über 1900 Meter weißer Folie verhüllte. Initiator und Organisator der Christo-Aktion, bei der das Schieferdach des Gebäudes unwillentlich beschädigt wurde, war der örtliche Plakatkünstler und Rechtsanwalt Klaus Staeck, für den sich diese Kunstaktion zu einem finanziellen Debakel entwickelte.
Getragen wird die Einrichtung von der Schurman-Gesellschaft e. V., benannt nach dem ehemaligen US-Botschafter und Förderer der Heidelberger Universität, Jacob Gould Schurman. Das DAI wird hauptsächliche finanziert durch die Stadt Heidelberg (rund 800.000 Euro jährlich), den Freundeskreis des DAI mit knapp 5000 Mitgliedern, sowie aus Landes- und Bundesmitteln (ca. 400.000 pro Jahr). Unterstützung erfährt es auch durch die amerikanische Botschaft. Ein großer Teil des Etats wird aber vom DAI selbst erwirtschaftet.

## Kulturaktivitäten
Festivals
Das DAI ist Veranstalter mehrerer großer Festivals.
Das International Science Festival – Geist Heidelberg findet seit 2011 im Heidelberger DAI statt. Über sechs bis acht Wochen lädt das DAI jährlich renommierte Wissenschaftler, darunter Nobelpreisträger, bekannte Autoren oder Vertreter weltweit führender Institutionen ein. Das hochkarätig besetzte Festival wendet sich an eine breite Öffentlichkeit, wird aber auch von Experten geschätzt. Zu den Gästen des Festivals gehörten unter anderem Noam Chomsky, Harald zur Hausen, Iris Berben oder Harald Lesch.
Im Rahmen des 2014 gegründeten Internationalen Gitarrenfestivals Heidelberg waren unter anderem schon Göran Söllscher und Pepe Romero in Heidelberg zu Gast. Auch bei der seit 1988 in Kooperation mit der Jahrhundertwende-Gesellschaft veranstalteten Heidelberger Klavierwoche sind regelmäßig international erfolgreiche Pianisten im Heidelberger DAI zu hören.
Seit 2002 werden beim Internationalen Festival Stummfilm und Livemusik historische und moderne Stummfilme gezeigt. Begleitet werden die Filme mit Musik aus allen Genres und mit unterschiedlicher Besetzung.
Literarisches Zentrum Heidelberg
Am 1. Dezember 2014 erhielt Heidelberg den Titel „UNESCO City of Literature“, gut ein Jahr später, am 22. Januar 2016, wurde im DAI das „Literarische Zentrum Heidelberg“ (LiZ) gegründet. Ziel des LiZ ist es, „die ganze Stadt zu literarisieren“ (DAI-Chef Köllhofer) und die bisherigen jahrzehntelangen Aktivitäten zu bündeln. Das LiZ gastiert an verschiedenen Orten in der ganzen Stadt. Neben bekannten Schriftstellern wie Günter Grass, Martin Walser, Jorge Semprun oder T.C. Boyle sind auch öfter unbekanntere Autoren zu Lesungen oder Gesprächen eingeladen.
Bibliothek
Die Bibliothek des DAI ist die einzige öffentliche englischsprachige in der Metropolregion Rhein-Neckar. Sie ist ein Ort für viele unterschiedliche soziale Aktivitäten und Seminare. So treffen sich regelmäßig die englischsprachigen „Discussion Groups“ und der „Library Book Club“. In den Workshops des „Writers’ Room“ konzipieren seit 2014 Nachwuchs-Drehbuchautoren nach US-Vorbild Fernsehserien. Das Projekt findet deutschlandweit Beachtung.
Veranstaltungen
Mit seinen täglichen Veranstaltungen über Literatur, Gesellschaft, Politik und Wissenschaften spricht das DAI eine breite Zielgruppe in der Metropolregion Rhein-Neckar und darüber hinaus an. Dazu gehören Lesungen, Vorträge, Konferenzen (seit 2010 Empathie-Konferenz, seit 2011 „Sinn des Lebens“-Konferenz), Podiumsdiskussionen, Konzerte und Poetry Slams. Zu den prominenten Gästen, gehören unter anderen der Dalai Lama, Vint Cerf, Marianne Faithfull und Noam Chomsky.
DAI Home
Während des Corona-Lockdowns hat das DAI ein kostenfreies Streaming-Angebot produziert:
- Golineh Atai „Die Wahrheit ist der Feind“ – dai HOME[12]
- Heinz Bude „Solidarität - In der Krise?“ – dai HOME[13]
- Luisa Neubauer „Vom Ende der Klimakrise? Wie gelingt der Wandel?“ – dai HOME[14]

## Weitere Angebote
Kindergärten: Das DAI ist über die Heidelberg New School of Life gGmbH Träger von drei internationalen englischsprachigen Kindergärten und seit 2021 auch einer Schule.
„HD Ink – Ideen aufs Papier!“ basiert auf dem Vorbild der vom US-amerikanischen Autor Dave Eggers gegründeten Initiative „826 Valencia“. Ziel ist es, die Sprachkompetenz von jungen Menschen, ob mit oder ohne Migrationshintergrund, über die Literatur und das kreative Schreiben zu fördern. Ehrenamtliche Tutoren mit pädagogischer Erfahrung unterrichten in Lerntandems Sechs- bis Sechzehnjährige. Schirmherr des Projekts ist Bülent Ceylan.
Die One World Language School des DAI bietet Sprachkurse und Sprach-Feriencamps für Kinder und Erwachsene auf verschiedenen Niveaus für die Sprachen Englisch, Deutsch und Spanisch an. Muttersprachliche Lehrkräfte unterrichten in Kleingruppen.
Das DAI ist auch Bereitsteller eines Makerspace und stellt dort Technologie und Ausstattung zur Verfügung, mit denen die Besucher selbst kreativ werden können. Das Projekt richtet sich auch an jugendliche und erwachsene Flüchtlinge. Betreut werden die jungen Erfinderinnen und Erfinder ehrenamtlich von Studenten, Technikern und Handwerkern. Der Austausch findet im wöchentlichen „Makers Meetup“ und in Workshops statt. Aus dem Makerspace heraus wurde der „Raumfänger“, ein mobiler aufblasbarer Veranstaltungsraum, entwickelt und gebaut.